# Asplenium × jacksonii
Asplenium × jacksonii là một loài dương xỉ trong họ Aspleniaceae. Loài này được Lawal. mô tả khoa học đầu tiên năm 1950.
Danh pháp khoa học của loài này chưa được làm sáng tỏ. 